# Plesnois
Plesnois là một xã trong vùng Grand Est, thuộc tỉnh Moselle, quận Metz-Campagne, tổng Marange-Silvange. Tọa độ địa lý của xã là 49° 10' vĩ độ bắc, 06° 06' kinh độ đông. Plesnois nằm trên độ cao trung bình là 240 mét trên mực nước biển. Xã có diện tích 3,11 km², dân số vào thời điểm 2005 là 741 người; mật độ dân số là 238,3 người/km². Plesnois nằm về phía tây của Metz.